# 9810 Elanfiller
A 9810 Elanfiller (ideiglenes jelöléssel (9810) 1998 RJ65) a Naprendszer kisbolygóövében található aszteroida. A LINEAR program keretében fedezték fel 1998. szeptember 14-én.